# Loulou Eklund
Louise (Loulou) Jeanette Octavia Eklund, född 6 oktober 1883 i Ljunga socken, död 5 december 1976 i Lund, var en svensk konstnär.
Hon var dotter till kaptenen Otto Dreilick och Ebba Posse född i grevliga ätten Posse samt från 1908 gift med Pehr Eklund.
Eklund ställde ut sin konst tillsammans med sin make ett flertal gånger på Svartbrödraklostret i Lund. Hennes konst består av landskapsmotiv från Skåne, Öland och Gotland i olja eller pastell.
Loulou Eklund är begravd på Norra kyrkogården i Lund.